# Остин Ацтекс (2011—2017)
«Остин Ацтекс» (англ. Austin Aztex) — бывший американский футбольный клуб из города Остин, штат Техас. В сезоне 2015 выступал в USL, третьей по уровню профессиональной футбольной лиге США.

## История
Второе воплощение футбольного клуба «Остин Ацтекс» было создано в сентябре 2011 года Дэвидом Маркли, бывшим миноритарным владельцем оригинального ФК «Остин Ацтекс», который в октябре 2010 года переехал в Орландо, штат Флорида, где получил название «Орландо Сити».
16 ноября 2011 года главным тренером клуба был назначен шотландский специалист Пол Далглиш.
С сезона 2012 клуб начал выступать в Премьер-лиге развития USL, четвёртом дивизионе США. Новый «Остин Ацтекс» сыграл свой первый матч 5 мая 2012 года на выезде против «Тексас Датч Лайонс», разгромив хозяев поля со счётом 4:0. Автором первого гола в истории клуба стал полузащитник Тони Роча, реализовавший штрафной удар на 6-й минуте матча.
В сезоне 2013 «Остин Ацтекс» выиграл чемпионат USL PDL — в финальном матче за титул чемпиона лиги, состоявшемся 4 августа 2013 года при рекордном количестве болельщиков на «Хаус Парк» в 4253 человека, был обыгран «Тандер-Бей Чил» со счётом 3:1.
В январе 2014 года Пол Далглиш покинул клуб, место главного тренера занял его бывший ассистент Мануэль Буэнтельо.
10 июня 2014 года «Остин Ацтекс» объявил о переходе с сезона 2015 в USL Pro, третью по уровню профессиональную лигу США.
4 августа 2014 года клуб объявил о возвращении на пост главного тренера Пола Далглиша.
В ноябре 2014 года, готовясь к переходу в USL Pro, «Остин Ацтекс» заключил договор об аффилиации с клубом MLS «Коламбус Крю».
В своём первом матче на профессиональном уровне 28 марта 2015 года «Остин Ацтекс» обыграл «Колорадо-Спрингс Суитчбакс» со счётом 2:0.
«Хаус Парк», домашний стадион клуба, был повреждён наводнением, произошедшим на День поминовения 2015 года, и перестал соответствовать стандартам проведения матчей лиги, из-за чего «Остин Ацтекс» был вынужден отказаться от участия в сезоне USL 2016, о чём было объявлено 2 октября 2015 года. Возвращение клуба в лигу было намечено на сезон 2017, но в январе 2017 года стало известно о пропуске предстоявшего сезона.
9 августа 2017 года USL объявила о создании в Остине новой франшизы, 3 августа 2018 года новый клуб получил название «Остин Боулд».

## Список тренеров
- Пол Далглиш (2012—2014)
- Мануэль Буэнтельо (2014)
- Пол Далглиш (2014—2015)

## Достижения
- Чемпион Премьер-лиги развития USL: 2013